# Утепов, Шарип Гайсанович
Шари́п Гайса́нович Уте́пов советский, казахский писатель,  историк (24 ноября 1900, а. Ахмирово, Усть-Каменогорский уезд, Семипалатинская область,  — май 1981, Алма-Ата, Казахская ССР, СССР) — советский казахский государственный и партийный деятель, один из ветеранов комсомола Казахстана и один из первых казахских педагогов . Член бюро ЦК Революционного союза молодежи Монголии

## Биография
Родился 24 ноября 1906 в ауле Ахмирово Усть-Каменогорского уезда Семипалатинской области Российской империи (ныне село в составе Уланского района Восточно-Казахстанской области Казахстана).
Вступил в комсомол в 1920 году. С 1922 г. секретарь аульной комсомольской ячейки. В 1926—1928 гг. секретарь Каркаралинского и Семипалатинского укомов комсомола.
В 1930—1932 гг. работал в Монголии. По возвращении был избран секретарём Алма-Атинского обкома комсомола, затем назначен заведующим орготделом Казахского крайкома комсомола. Далее, 1-й секретарь комитета комсомола Алматинской области.
В 1937—1938 годах — секретарь Алма-Атинского областного комитета партии, 1-й секретарь Западно-Казахстанского областного комитета. Этот период отмечен вхождением в состав особой тройки, созданной по приказу НКВД СССР от 30.07.1937 № 00447 и активным участием в сталинских репрессиях.
Депутат Верховного Совета СССР 1-го созыва. Делегат 2-го съезда КП Казахстана, 10-го съезда ВЛКСМ.
Арестован 6 сентября 1938 г. НКВД Казахской ССР. Приговорён Особым Совещанием при НКВД СССР 26 октября 1940 г., обв.: 58-2, 58-6, 58-7, 58-11 УК РСФСР к 8 года исправительно-трудовых лагерей. Реабилитирован 16 апреля 1997 Генеральной прокуратурой Республики Казахстан (Закон РК от 14.04.1993).
До мая 1955 года проживал в поселении, работал бракером и приемником леса Тасеевской сплав-конторы поселка Лужки Тасеевского района Красноярского края. Реабилитирован 5 ноября 1954.
В мае 1955 переехал в Алма-Ату. В мае 1955 — мае 1956 — заместитель директора по хозяйственной части Алма-Атинской трикотажной фабрики. В мае 1956 — январе 1960 — директор Алма-Атинской кожевоголантерейной фабрики. 
Персональный пенсионер союзного значения с 1960. В 1963 году окончил Казахский государственный университет имени Кирова, получил специальность учителя истории и обществоведения. Автор художественных исторических книг и воспоминаний.
Скончался в мае 1981, похоронен на Кенсайском кладбище Алма-Аты.

## Награды
- Указом Президиума Верховного Совета СССР от 24 ноября 1976 года был награждён орденом Дружбы народов.

## Память
- В 1987 году новой улице в левобережной части Усть-Каменогорска присвоено имя Шарипа Утепова.